# Kevin Ramírez (gwatemalski piłkarz)
Kevin Estuardo Ramírez Sigüenza (ur. 1 sierpnia 2002 w San Sebastián) – gwatemalski piłkarz występujący na pozycji lewego pomocnika lub lewego obrońcy, reprezentant Gwatemali, od 2019 roku zawodnik Malacateco.